# The Daily Mirror (Австралія)
«Дейлі міррор» (англ. The Daily Mirror; перекладається як «Щоденне дзеркало») — газета, заснована Езрою Нортоном 1941 року в Сіднеї, Австралія. Випускалася до 1990 року.

## Факти
- 1958 року «Дейлі міррор» продано News Ltd.[en] Руперта Мердока[1].
- 8 жовтня 1990 року газету об'єднано з The Daily Telegraph[en] і утворено видання The Daily Telegraph Mirror.
- 1996 року назву змінено на The Daily Telegraph, що прибрало останню згадку про The Daily Mirror навіть з назви газети.